# Al-Hajjaj ibn Yússuf
|  | No s'ha de confondre amb Al-Hajjaj ibn Yússuf ibn Matar. |

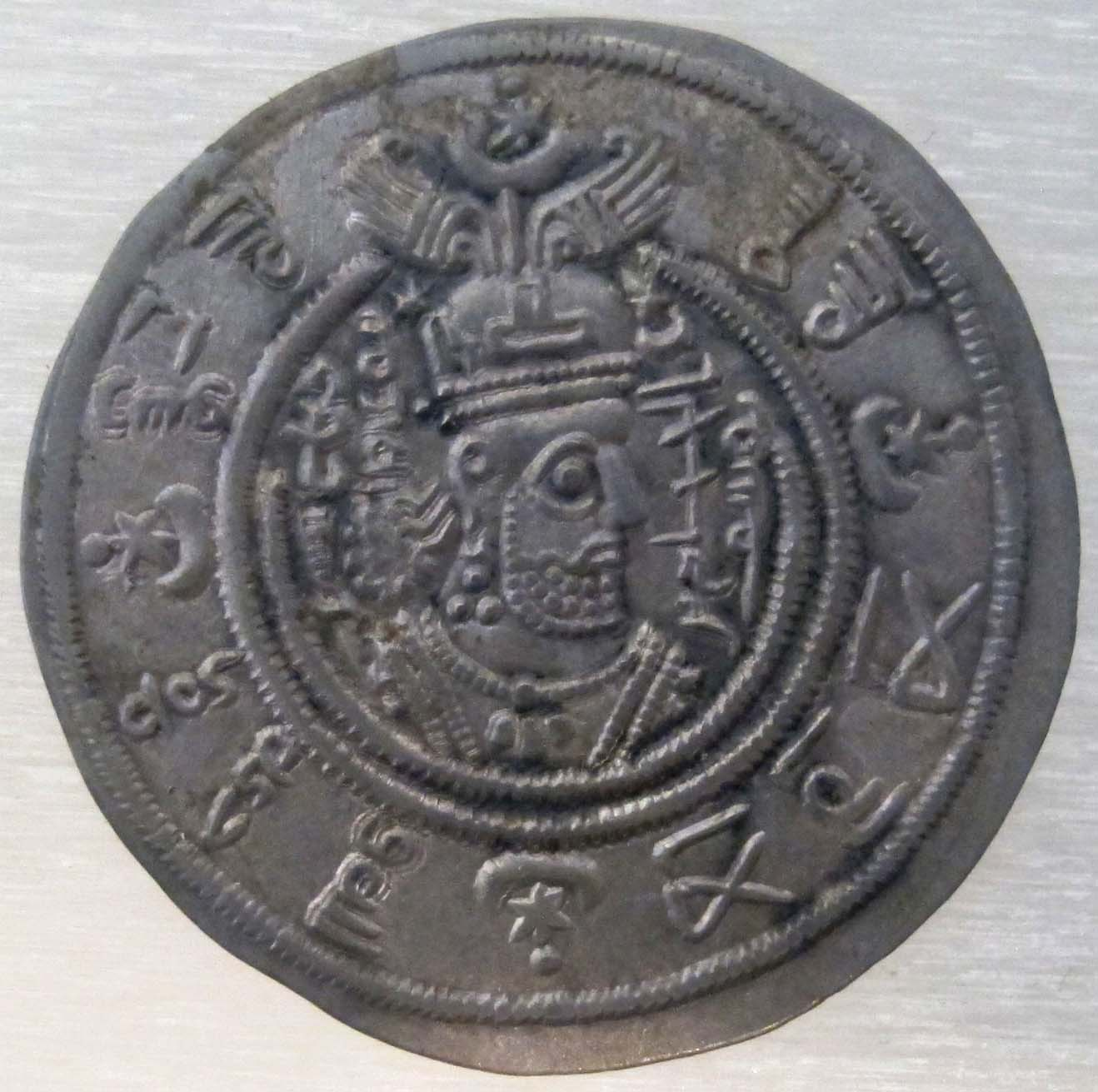
Moneda d'al-Hajjaj ibn Yússuf

Abu-Muhàmmad al-Hajjaj ibn Yússuf ibn al-Hàkam ibn Aqil ath-Thaqafí (àrab: أبو محمد الحجاج بن يوسف بن الحكم بن عقيل الثقفي, Abū Muḥammad al-Ḥajjāj ibn Yūsuf ibn al-Ḥakam ibn ʿAqīl aṯ-Ṯaqafī o أبو محمد الحجاج بن يوسف بن أبي عقيل بن الحكم الثقفي, Abū Muḥammad al-Ḥajjāj ibn Yūsuf ibn Abī ʿAqīl ibn al-Ḥakam aṯ-Ṯaqafī), més conegut simplement com a al-Hajjaj ibn Yússuf (Taïf, 661 - Wasit, 714), fou un destacat general i governador omeia, membre del clan Ahlaf dels Banu Thaqif, nascut en una humil família de portadors de pedres.

## Joventut
De jove va rebre el malnom de Kulayb («gosset»). Es creu que va participar en les batalles de la Harra i Medina del 682 i la d'al-Rabadha del 684, però sense destacar. Fou governador de Tabala, a la Tihama. En pujar al tron el califa Abd-al-Màlik ibn Marwan (685–705), va sortir de Taïf per anar a Damasc i allistar-se a la policia o xurta.
Va servir a les ordres del visir Abu-Zura Rawh ibn Zinba al-Judhami; les tropes preparades per sortir cap a l'Iraq contra el rebel Mússab ibn az-Zubayr es van amotinar i Ibn Yússuf va restablir ràpidament la disciplina i va atreure l'atenció del mateix califa. En la campanya contra Mússab va dirigir la rereguarda; després de la victòria de Maskin en la batalla de Dayr al-Jathalik el 691 va rebre orde del califa de sortir de Kufa i marxar contra Abd-Al·lah ibn az-Zubayr a la Meca i negociar la seva rendició a canvi del perdó; va obeir i va avançar sense lluita fins a Taif on va entrar sense oposició; Ibn Zubayr no es va voler rendir i fou assetjat; Ibn Yusuf no volia fer córrer la sang a la ciutat santa, però com que el setge s'allargava, va demanar permís al califa per conquerir la ciutat; el va obtenir; va rebre reforços i va iniciar un bombardeig de pedres amb catapultes situades a la muntanya d'Abu Kubays, en el qual fins i tot fou bombardejada la Ka'ba quan els peregrins es trobaven al lloc; després de set mesos de setge la gent d'Ibn az-Zubayr (uns deu mil homes), fins i tot dos dels seus fills, van passar al camp d'Ibn Yusuf, i Abd-Al·lah va morir en els combats a l'entorn de la Kaba junt als seus partidaris més fidels i el seu fill petit (octubre del 692).

## Govern del Hijaz, el Iemen i la Yamama
En recompensa, al-Hajjaj va rebre el govern del Hijaz, el Iemen i la Yamama del califa. Va dirigir les peregrinacions durant dos anys i va fer reconstruir la Kaba que havia patit alguns danys.
El 694, potser a causa de les queixes dels habitants del Hijaz, fou traslladat al govern d'Iraq, on acabava de morir Bixr ibn Marwan, germà del califa i governador de Kufa. El govern que se li va donar no incloïa el Sistan (Sidjistan) ni el Khurasan. Va retornar la disciplina a les tropes de Kufa i de Bàssora; aquestes darreres estaven generalment aquarterades a Ramhurmuz, a l'altre costat del Tigris, sota comandament d'al-Muhàl·lab ibn Abi-Sufra, però per ordre de Bixr abans de morir, havien deixat el seu quarter i rodaven de ciutat en ciutat; sota amenaça d'execució els soldats van retornar al quarter; Ibn Yusuf en persona els va pagar el sou; va fer front a un motí dirigit per Ibn al-Djarud a causa d'una rebaixa del sou assignat pel mateix califa; el motí fou reprimit amb duresa. En aquest temps es va querellar també a Anas ibn Malik, antic company del profeta, que va aconseguir una victòria moral.
Després va enviar a l'exèrcit contra els kharigites azraquites que havien nomenat califa a Qatari ibn al-Fujaa, i que foren derrotats per les tropes omeies sota la direcció d'al-Muhal·lab (696). Al mateix temps a Mossul el cap kharigita Xahib ibn Yazid sortia cap a l'Iraq, però fou tanmateix derrotat a la vora del Dudjayl (Khuzistan) mercès al suport que Ibn Yússuf va rebre de les tropes de Síria enviades pel califa (primavera del 697). Tot seguit el governador de Madain, al-Mutarrif ibn al-Mughira ibn Xuba, que s'havia revoltat aliat als kharigites, fou derrotat.
Llavors el govern d'al-Hajjaj fou ampliat al Khurasan i Sistan (697); va delegar el govern de Khurasan en el general Abu-Saïd al-Muhal·lab ibn Abi-Sufra (697-701); el Sistan en canvi s'havia escapat del control califal i per recuperar la regió va enviar des de Kirman al general Abd-ar-Rahman ibn al-Àixath al front d'un exèrcit ben equipat conegut com l'«exèrcit dels galls d'indi» (Jayx at-tawawis). Ibn al-Àixath va conquerir a poc a poc Sistan i va assegurar les conquestes que feia; però al-Hajjaj estava impacient i li va ordenar avançar ràpidament sota amenaça de ser substituït pel seu germà Ishaq. al-Àixath, que sabia que el conjunt de militars del seu exèrcit eren hostils a al-Hajjaj i a la guerra en aquells territoris llunyans, els va deixar decidir, i tots es van declarar per la revolta contra l'hegemonia siriana i de fet en darrer terme, contra el mateix califa. Coneguda la revolta milers d'homes es van unir a l'exèrcit rebel que va pujar a 100.000 soldats. Els rebels van avançar cap a l'Iraq, van entrar a Kufa i a Bàssora. A la rodalia de Bàssora al-Hajjaj va quedar assetjat; va demanar ajut al califa que va enviar un exèrcit dirigit per dos dels seus fills, amb ordes de negociar i oferir a al-Àixath el perdó i la revocació d'al-Hajjaj abans de lluitar. Però els rebels van rebutjar la proposta de pau i es va lliurar batalla a Dayr al-Djamadjim en la qual al-Àixath fou derrotat (701) i tot seguit a Maskin a la riba del Dudjayl al Khuzistan, on igualment el rebel fou derrotat. Uns tres anys després al-Àixath es va suïcidar.
Llavors al-Hajjaj es va dedicar a reprimir el bandidatge de grups kurds i daylamites. El 702 va fundar la ciutat de Wasit a mig camí entre Kufa i Bàssora, que va agafar com a residència i on va establir a les tropes sirianes, per limitar el seu contacte amb els iraquians. El governador tenia el domini de tots els territoris orientals del califat, tot i que a Khurasan el 701 havia mort Abu-Saïd al-Muhal·lab ibn Abi-Sufra i l'havia succeït el seu fill Yazid ibn Abi-Saïd (701-704) que complia amb lentitud l'ordre d'exterminar als darrers seguidors d'al-Àixath; per respondre dels seus actes fou cridat a Wasit per al-Hajjaj (703) i com que no hi va anar, va aconseguir la seva deposició per part del califa (704) i llavors fou empresonat.
Sota el califa al-Walid I (705-715), la llibertat d'iniciativa d'al-Hajjaj (que li havia donat suport per pujar al tron com encarregat pel califa difunt de regular la successió i contra les pretensions d'Abd al-Aziz ibn Marwan) fou total. Fou en aquest temps que es va conquerir la Transoxiana (per Qutayba ibn Múslim), Oman (Mujjaa ibn Sir, i Sind (Muhàmmad ibn al-Qàssim ath-Thaqafí), obra de generals designats per al-Hajjaj.
A al-Hajjaj es deuen algunes modificacions a l'alcorà amb supressió de les referències contràries als omeies, i la divisió en adjza. El 695 en el marc d'una reforma monetària va fer emetre monedes àrabs que van substituir les romanes d'Orient i sassànides fins aleshores en curs; el seu encarregat de monedes, primer a Kufa i després a Wasit, fou el jueu Sumayr i per això les monedes foren conegudes com a as-sumariyya. Va fer també moltes obres de canalització per millorar l'agricultura a les terres baixes del Tigris i l'Eufrates, va repartir terres per posar en explotació i va castigar l'abandonament.
Una neboda d'al-Hajjaj (la filla del seu germà Muhàmmad ibn Yusuf (governador del Iemen durant el califat d'Abd-al-Màlik ibn Marwan) es va casar amb Yazid, el futur Yazid II (fill d'Abd al-Malik) i el primer fill fou anomenat al-Hajjaj en honor del seu oncle. Una filla es va casar amb Masrur, fill del califa Walid I. Els seus primers tres fills van portar els noms de califes omeies.
A la mort d'al-Walid I l'havia de succeir com a hereu designat el seu germà Sulayman ibn Abd-al-Malik (que fou califa del 715 al 717) enemic jurat d'al-Hajjaj que s'havia oposat a la seva designació com a successor, i era amic íntim de Yazib ibn al-Muhal·lab (destituït del govern de Khurasan a petició d'al-Hajjaj). Però al-Hajjaj va morir el juny del 714, un any abans de la mort de Walid. Tenia aleshores 52 anys. La causa de la seva mort se sospita que fou un càncer d'estómac.